# Лимон
Лимо́н (лат. Cítrus límon) — растение; вид рода Цитрус (Citrus) подтрибы Цитрусовые (Citrinae) семейства Рутовые (Rutaceae). Лимоном также называется плод (гесперидий) этого растения.

## Ботаническое описание

### Морфология
Лимон — небольшое вечнозелёное плодовое дерево высотой до 5—8 м, с раскидистой или пирамидальной кроной. Встречаются деревья в возрасте 45 лет.
Кора сероватая, слегка трещиноватая на многолетних ветвях и зелёная или красновато-фиолетовая, гладкая на однолетних побегах, обычно с колючками, реже без них.
Листья с характерным запахом, кожистые, зелёные, длиной 10—15 см, шириной 5—8 см, глянцевые, лоснящиеся с верхней стороны и светло-зелёные и матовые с нижней, цельнокрайные, с жилкованием, при рассматривании на свету точечные (от просвечивающих вместилищ эфирного масла), широкоовальные или продолговато-яйцевидные, с обоих концов заострённые, на коротких (от 1 до 1,8 см), бескрылых или крылатых (на ростовых побегах) черешках, с заметным сочленением при основании листовой пластинки, опадающие обычно раз в 3 года.
Цветки пазушные, одиночные или парные, некрупные (2—3 см) с неяснозубчатой чашечкой и пятичленным венчиком. Лепестки чисто белые или слегка кремовые, снаружи розоватые или пурпурные, сильно отогнутые, голые, с тонким нежным ароматом.
Плод длиной 6—9 см, диаметром 4—6 см, яйцевидный или овальный гесперидий, к обоим концам суженный, с соском на верхушке, светло-жёлтый, с трудно отделяющейся бугорчатой или ямчатой коркой, содержащей множество желёзок с эфирным маслом. Внутренняя часть плода с восемью — десятью губчатыми гнёздами и разросшимися в виде мешковидных волосков клетками эндокарпа, заполняющими гнёзда. Волоски, наполненные соком, и составляют мякоть плода. Мякоть зеленовато-жёлтая, кислая. Семена с одиночным зародышем, яйцевидные, жёлто-зелёные или белые, в разрезе зеленоватые.
Цветёт весной. Плоды созревают осенью.

### Биологические особенности
Любопытно строение листа лимона: на первый взгляд это простой лист. В ботанике сложным листом называется такой, который состоит из нескольких отдельных пластинок (листочков), причём эти листочки опадают по отдельности. У лимона листовая пластинка опадает отдельно от черешка — черешок опадает позже. Следовательно, лист лимона по происхождению является одиночным сложным листом, но у него все доли, кроме одной, исчезли.

## Распространение и история культуры
Родина — Индия, Китай и тихоокеанские тропические острова. В дикорастущем состоянии неизвестен, вероятнее всего, это гибрид цитрона и горького апельсина, спонтанно возникший в природе и долгое время развивавшийся как отдельный вид. Широко культивируется во многих странах с субтропическим климатом. В СНГ культивируется в Закавказье (Азербайджан, выращивают в стелющейся культуре) и Средней Азии (Узбекистан, Таджикистан), где он растёт в траншейной культуре.
Введён в культуру, по-видимому, в Юго-Восточной или Южной Азии, впервые упоминается в XII веке для территории Индии и Пакистана. Отсюда в XII веке лимон был завезён арабами на Ближний Восток, в Северную Африку, Испанию и Италию.
Ежегодно в мире собирают около 14 млн тонн лимонов. Лидерами являются Индия и Мексика (примерно 16 % мирового урожая каждая).
В конце 1970-х годов в Италии ежегодно собирали около 730 тыс. тонн плодов, на втором и третьем местах стояли США (около 550 тыс. тонн) и Индия (около 450 тыс. тонн), а всего в мире собирали ежегодно около 4 млн тонн плодов.
На Черноморском побережье Кавказа выращивался, по-видимому, с XVIII века, но производственного значения не имел. В России разводили лимон и в комнатной культуре. В XX веке в отдельные годы на Черноморском побережье Кавказа площади под лимоном достигали 8 тыс. гектаров, однако сейчас они сильно сократились.
В конце 1970-х годов урожайность взрослого дерева в открытом грунте составляла в среднем 200—350 плодов, рекордная — 2500; в траншейной культуре в среднем получали 300—350 плодов с дерева и до 280 тыс. плодов с одного гектара. Годовой урожай лимонов в Таджикистане достигал 8 млн плодов.

### Производство
| Индия     | 2524 | 3776 |
| Мексика   | 2138 | 3102 |
| Китай     | 2014 | 2588 |
| Аргентина | 1486 | 1826 |
| Бразилия  | 1169 | 1632 |
| Турция    | 726  | 1323 |
| США       | 827  | 938  |
| Испания   | 715  | 863  |
| ЮАР       | 257  | 779  |
| Иран      | 428  | 508  |
| Италия    | 327  | 476  |
| Судан     | 242  | 376  |
| Египет    | 302  | 358  |
| Перу      | 239  | 344  |
| Чили      | 157  | 225  |
| Колумбия  | 122  | 202  |
| Таиланд   | 129  | 167  |
| Гватемала | 119  | 133  |
| Ливан     | 104  | 107  |
| Пакистан  | 84   | 101  |
| Бангладеш | 67   | 95   |
| Греция    | 75   | 90   |
| Венесуэла | 69   | 89   |
| Сирия     | 161  | 87   |

## Химический состав
Мякоть плодов содержит значительное количество органических кислот (лимонная, яблочная), пектиновые вещества, сахара (до 3,5 %), каротин, фитонциды; витамины — тиамин, рибофлавин, аскорбиновая кислота (до 0,085 %), рутин, флавоноиды, производные кумарина, галактуроновую кислоту, сесквитерпены, гесперидин, эриоцитрин, эридиктиол. В семенах имеются жирное масло и горькое вещество лимонин. Жирное масло найдено также в ветках и листьях (0,24 %). В коре обнаружен гликозид цитронин.
Листья содержат 55—880 мг витамина C.
Характерный запах лимона обусловлен наличием эфирного (лимонного) масла в различных частях растения. Основные компоненты эфирного масла лимона — терпен, α-лимонен (до 90 %), цитраль (до 6 %), геранилацетат (1 %).

## Значение и применение

### Применение в кулинарии
Мякоть составляет около 60 % веса плода, корка — около 40 %.
Лимоны употребляют в пищу в свежем виде, а также используют при изготовлении кондитерских изделий и безалкогольных напитков, в ликёро-водочной и парфюмерной промышленности. В качестве пряности лимон употребляют в различных фруктовых салатах, сладких блюдах, печеньях, соусах, в рыбе, птице и блюдах из риса. Лимонным соком улучшают вкус различных блюд (например, шницеля по-венски), жареной рыбы, холодных закусок, салатов. Лимонная кислота часто выступает природным регулятором кислотности в различных кондитерских, хлебобулочных изделиях и полуфабрикатах фабричного, не домашнего производства. Лимоны применяют для приготовления варенья, соусов, кремов, сиропов и напитков. Лимонные дольки — красивое украшение вторых блюд. К тому же лимон может использоваться для приготовления лимонных тортов и пирогов.
Лимонный сок является главной составной частью лимонада — кисловатого, подслащённого сахаром напитка, который благодаря своему освежающему действию имеет широкое применение. Часто, особенно при приготовлении лимонада заводским путём, лимонный сок заменяется лимонной кислотой. Обыкновенный натуральный лимонад приготовляется таким образом: свежевыжатый лимонный сок растирают с мелко истолчённым сахаром, и полученный сироп разбавляют водой. Шипучий (газированный) лимонад представляет собой водный раствор сахара, лимонного сока или лимонной кислоты, насыщенной углекислым газом. Иногда прибавляют для вкуса различные эссенции — лимонную, померанцевую.
Благодаря заключающимся в лимонаде кислотам он освежает и утоляет жажду; в шипучих лимонадах важную роль играет содержащийся в них углекислый газ; последний производит усиленное выделение желудочного сока, повышая его кислотность, улучшает аппетит.
Сухой лимонад получается выпариванием досуха лимонного сока с сахаром и растиранием полученной массы в тонкий порошок. Для употребления такой порошок просто растворяют в воде. Если часть воды (не более половины) при приготовлении лимонада заменяется вином, то получается винный лимонад; такой лимонад употребляют как возбуждающее и укрепляющее средство при тяжёлых заболеваниях.

### Применение в медицине
С лечебно-профилактической целью лимоны употребляют при гиповитаминозах, авитаминозах, заболеваниях желудочно-кишечного тракта, нарушении минерального обмена, ревматизме, мочекаменной болезни, атеросклерозе, цинге, ангине, подагре, гипертонии. В Средние века считали, что лимон предохраняет от чумы и является противоядием при укусах змей. Восточная медицина считала лимон прекрасным средством для лечения ран и лёгочных заболеваний и противоядием при различных отравлениях. В XI веке Авиценна писал о лимоне как о лучшем лекарстве при болезнях сердца, рекомендовал употреблять его в пищу беременным женщинам и при желтухе.
Чистая лимонная кислота, а чаще в виде свежевыжатого лимонного сока, назначалась внутрь при цинге. Лихорадящим больным лимонная кислота предписывалась как утоляющее жажду питьё в виде лимонада, шипучих порошков и т. п. В случае отравления щелочами (содой, поташем) лимонную кислоту использовали как противоядие. Лимоннокислое железо и лимоннокислый хинин употребляли как горькие средства и как препараты железа.
В настоящее время лимонный сок и лимонное масло (лат. Oleum Citri), полученное из свежей кожуры, применяют для улучшения вкуса и запаха лекарств в традиционной медицине. Но в народной медицине лимон применяют при простудных заболеваниях. Были попытки использовать лимонный сок для лечения мочекислого диатеза и отёков; настойку лимонной корки или цедры — как горько-пряное желудочное средство, повышающее аппетит, седативное и противорвотное. Синтетический цитраль применяют при гипертонии и в офтальмологии.
В народной медицине лимон применяли как витаминное средство при цинге, для смазывания дифтеритных налётов в горле, как дополнительное лечебное средство при желтухе и болезнях печени, при отёках, мочекаменной болезни, ревматизме, подагре, при гастритах с низкой кислотностью; сироп лимона — как противоглистное; наружно раствором сока в воде полоскали рот при ангине и воспалительных процессах слизистой рта, использовали для примочек при грибковых поражениях кожи и экземах. Корку лимона, сваренную в меду, употребляли для улучшения пищеварения.
Лимон широко применяют как косметическое средство — лимонная вода смягчает и отбеливает кожу лица, её используют в смеси со взбитым яичным белком, глицерином и одеколоном, чтобы избавиться от веснушек, пигментных пятен, омолодить кожу лица. Сок лимона заживляет трещины на коже, уменьшает ломкость ногтей. В косметических целях лимон применяется в качестве бальзамов для волос, кремов, лосьонов, для изготовления примочек и масок по уходу за разнообразными типами кожи.

### Применение в декоративном цветоводстве
Комнатная культура лимона распространена почти по всей России. Город Павлово Нижегородской области стал центром распространения комнатной культуры лимона, известной под названием Павловского лимона. Сорт известен с начала XX века. С каждого кадочного деревца можно получить 10—30 плодов. Известны случаи, когда одно кадочное дерево ежегодно приносило 180—200 плодов. Плоды этих комнатных лимонов отличаются хорошим качеством и размером, не уступая лучшим южным сортам. Павловский лимон — скороспелый, среднерослый, размножается черенками. Деревце лимона высотой 150 см, диаметр кроны 75—85 см, колючек мало, плодоношение начинается на 3-й год после укоренения черенков. Зимой растения выставляют в помещения с температурой 4—5 °C, при которой они находятся в состоянии покоя. Цветёт 2 раза в год: в марте — апреле и в октябре. Плоды созревают через 8—9 месяцев в период с ноября по май. Урожай собирают по мере достижения плодами стандартных размеров, обычную (лимонно-жёлтую) окраску они приобретают в процессе хранения.
Кроме 'Павловского' для комнатной культуры пригодны и другие сорта: 'Пандероза' (он же 'Скерневицкий'), 'Дженоа', 'Мейер', 'Лисбон', 'Лунарио', 'Новогрузинский', 'Майкопский', и др.

### Иное применение
Технический лимонный сок (густая, почти чёрная жидкость, содержащая в растворе от 32 до 35 % кристаллической лимонной кислоты) употреблялся в довольно значительных количествах на замену более дорогих кристаллических лимонной и виннокаменной кислот для окрашивания тканей; производился в Италии выжиманием лимонов и выпариванием получающегося процеженного сока.
Лимонное масло (получается прессованием плодов лимона, а затем отстаиванием от воды и слизистых веществ при возможно низкой температуре) употребляется в парфюмерии (одеколон), при изготовлении ликёров, а также как добавка к зубным порошкам, помадам и другим средствам гигиены.

## Особенности выращивания лимона в культуре
Лимон выращивают в открытом грунте, в стелющейся, траншейной и комнатной культурах. Размножают прививкой на сеянцы лимона, понцируса и других цитрусовых, а также черенками, взятыми от сортовых лимонов. В благоприятных условиях лимон вегетирует и цветёт круглый год, в субтропиках СНГ зимой находится в состоянии покоя, а цветёт весной. Вегетационный период с температурой выше 10 °C составляет 180—200 дней.
Из цитрусовых лимон в период вегетации наименее требователен к теплу. Рост побегов начинается, когда средняя температура воздуха поднимается до 9—10 °C; оптимальная температура вегетационного периода 17—18 °C при более тёплой почве (20—22 °C). Высокие температуры для лимона неблагоприятны. Для созревания плодов наиболее благоприятна температура 21—22 °C.
Морозостойкость лимона ниже, чем у других цитрусовых: слабое обмерзание побегов наблюдается при кратковременных морозах −3... −4 °C, обмерзание до корней и гибель — при −8... −9 °C, плоды повреждаются при −2 °C. В траншейной культуре лимон ещё менее морозостоек и может погибнуть уже при −5 °C.
Лимон требователен к влажности почвы. В траншейной и стелющейся культуре в сухих субтропиках Средней Азии и Азербайджана лимон поливают искусственно (в Узбекистане до 32 поливов в год). Даже во влажной Астаринской низменности Азербайджана лимон поливают 4—5 раз за лето.
К свету лимон малотребователен, может расти даже под редким пологом деревьев, в комнатах и траншеях, где света значительно меньше, чем в открытой культуре.
Лимон не выдерживает сильнокислых, сильнощелочных и заболоченных почв. Как и апельсин, лимон сильно удобряют.
Выращиваемый в открытом грунте лимон прививают на понцирус или на бигарадию, формируют крону, чтобы деревца оставались низкорослыми. При траншейной и стелющейся культуре лимон выращивают из сортовых черенков, получаемых весной, чтобы получились корнесобственные растения.
В траншеях растения размещают на расстоянии 1,5—3 м; оставляют ветви на высоте 10—15 см над землёй и пришпиливают их к земле крючками. Так же формируют и стелющиеся лимоны. Траншеи на зиму укрывают остеклёнными рамами, а при сильных морозах — матами из тростника. Стелющиеся шпалеры укрывают прозрачной плёнкой и марлей, натянутой на каркас.
- Цветок
- Лимонный саженец
- Лимон на ветке
- Зрелые лимоны
- Полноразмерное дерево
- 'Variegated Pink'[англ.] — сорт с розовой мякотью и пёстрой окраской кожуры и листьев

## Лимон в культуре
На лазурном берегу в Ментоне ежегодно проводится традиционный праздник Фестиваль лимонов.

## Таксономия
Citrus × limon (L.) Osbeck Reise nach Ostindien und China 250. 1765.

### Синонимы
По данным The Plant List на 2013 год, в синонимику вида входят:
- Citrus × bergamia Risso & Poit.
- Citrus × bergamia subsp. mellarosa (Risso) D.Rivera & al.
- Citrus × bergamota Raf.
- Citrus × limodulcis D.Rivera, Obón & F.Méndez
- Citrus × limonelloides Hayata
- Citrus × limonia Osbeck
- Citrus × limonum Risso
- Citrus medica var. limon L.basionym
- Citrus × mellarosa Risso
- Citrus × meyeri Yu.Tanaka
- Citrus × vulgaris Ferrarius ex Mill.
- Limon × vulgaris Ferrarius ex Miller

Другие исследования установили, что лимон Мейера (Citrus × meyeri) представляет среди сортов лимона изолированную группу и, вероятно, является результатом независимой гибридизации

### Сорта лимона
Многочисленные сорта лимона в культуре делят на две группы — древовидные (высокорослые — до 6 м высотой — деревья; плоды образуются в глубине кроны) и кустовидные (небольшие (до 3—4 м высотой) кусты с менее густой кроной; плоды образуются на концах ветвей). Кустовидные сорта менее урожайны, чем древовидные.
За рубежом широко используют сорта 'Лисбон' (из группы древовидных), 'Вилла Франка' (кустовидные) и ставший весьма популярным сорт 'Лимон Мейера'. В СССР выращивали сорта местной селекции — 'Новогрузинский', 'Новоафонский', 'Ударник', 'Павловский лимон'. Последний сорт был выведен методом народной селекции в городе Павлово, Нижегородской области около 150 лет назад.

## Производство
Список стран — главных производителей плодов лимона в 2010 году возглавляла Индия (примерно 16 % мирового урожая), за ней следовали Мексика (около 14,5 %) и Аргентина (около 10 %). В 2011 году Индия и Мексика поменялись местами. В 2018 году мировое производство лимонов и лаймов составило 19,4 млн тонн. Ведущие производители — Индия, Мексика, Китай, Аргентина, Бразилия и Турция — в совокупности приходится 65 % мирового производства.
| Индия     | 2629200  | 3148000  | 3717000 |
| Мексика   | 1891400  | 2547834  | 2879023 |
| Китай     | 1058105  | 2482884  | 2687796 |
| Аргентина | 1113380  | 1989400  | 1823226 |
| Бразилия  | 1020350  | 1481322  | 1585215 |
| Турция    | 787063   | 1100000  | 1188517 |
| Испания   | 578200   | 1087232  | 1100470 |
| США       | 800137   | 812840   | 983390  |
| ЮАР       |          | 474149   | 667240  |
| Иран      | 706800   | 445460   | 488729  |
| Италия    | 522377   | 378992   | 473280  |
| Судан     |          |          | 340661  |
| Сирия     |          |          | 330688  |
| Египет    |          | 353111   | 319054  |
| Перу      |          |          | 315401  |
| Всего     | 13032388 | 19368838 |         |